# سیارک ۷۹۳۵۳
سیارک ۷۹۳۵۳ (به انگلیسی: 79353 Andrewalday، نامگذاری:1997AF16) هفتاد و نه هزار و سیصد و پنجاه و سومین سیارک کشف شده‌است که در ۱۳ ژانویه ۱۹۹۷ کشف شد.